# Cinișeuți, Rezina
Cinișeuți este un sat din raionul Rezina, Republica Moldova.
Cinișeuți este un sat și comună din raionul Rezina. Satul are o suprafață de circa 4.04 kilometri pătrați, cu un perimetru de 11.91 km. Cinișeuți este unicul sat din comuna cu același nume. Amplasat pe malul pârâului Saharna, satul Cinișeuți este situat la o distanță de 13 km de orașul Rezina și la 105 km de Chișinău.

## Istorie
Prima mențiune documentară a satului Cinișeuți datează din 5 februarie 1495, când nepoții lui Sima Rugină vindeau părți din sat lui Toader, pisarul domnesc:
„Din mila lui Dumnezeu, noi Ștefan voievod și domn al Țării Moldovei. Facem cunoscut că această carte a noastră tuturor celor ce o vor vedea sau o vor auzi cetindu-se, că a venit înaintea noastră și înaintea tuturor boierilor noștri moldoveni, mari și mic, Done, fiica Nastasei nepoata Mariei, de bună voia ei, de nimeni nesilită nici asuprită și-a vândut ocina sa dreaptă, din uricul său drept, un sat pe Nistru la gura Rizinei, anume satul Rizina, unde a fost Alexa vătăman, care acest sat s-a cuvenit în partea ei din ocinile străbunicului ei pan Negrea. Și-a vândut aceste sat vărului său, slugii noastre credincioase, pan Toader, pisarul nostru pentru 70 de zloți tătărești.

Întru aceasta, de asemenea au venit, înaintea noastră și înaintea tuturor boierilor noștri moldoveni, Fedca și surorile ei, Marina și Ghinda, fiicele si vara lor, Tudora, fiica lui Sima Rugiră, și nepoții ei de sofa, Saula, și Ivan Nistor, toți nepoții lui Sima Rugiră, de asemenea de bunăvoia lor, nesiliți de nimeni, nici asupriți, și-au vândut ocina lor dreaptă, de asemenea din uricul lor drept, un sat pe Nistru, anume satul Sinașeuți, care acel sat s-a cuvenit iarăși în partea lor din ocinile străbunicului lor, pan Negrea, când le-au împărțit ei înșiși înaintea noastră, si au vândut acest sat de asemenea vărului lor, slugii noastre credincioase, pan Toader, pisarul nostru, pentru 80 de zloți tătărești.
 
...
 
Iar pentru mai mare putere și întărire a tuturor celor sus scrise, am poruncit credinciosului nostru pan Tăutul logofăt să scrie și să atârne pecetea noastră la această carte a noastră.
 
A scris Matei diac, la Iași, în anul 7003 <1495> luna Februarie 5 zile.”
În 1668 domnitorul Alexandru Iliaș întărea părți din moșia Cinișeuți lui Toderașco Jora.
La începutul secolului al XIX-lea satul era în proprietatea căminarului Andoni Ziloti și avea 151 de gospodării țărănești. Către 1814 populația satului constituia 943 de locuitori. În 1825 la Cinișeuți a fost sfințită biserica de piatră, ctitorită de Matei Ziloti. La 8 aprilie 1823 are loc sfințirea unei noi biserici a satului, purtând hramul Adormirea Maicii Domnului, aceasta a fost ctitorită din piatră de clucerul Nicolae Zloti.

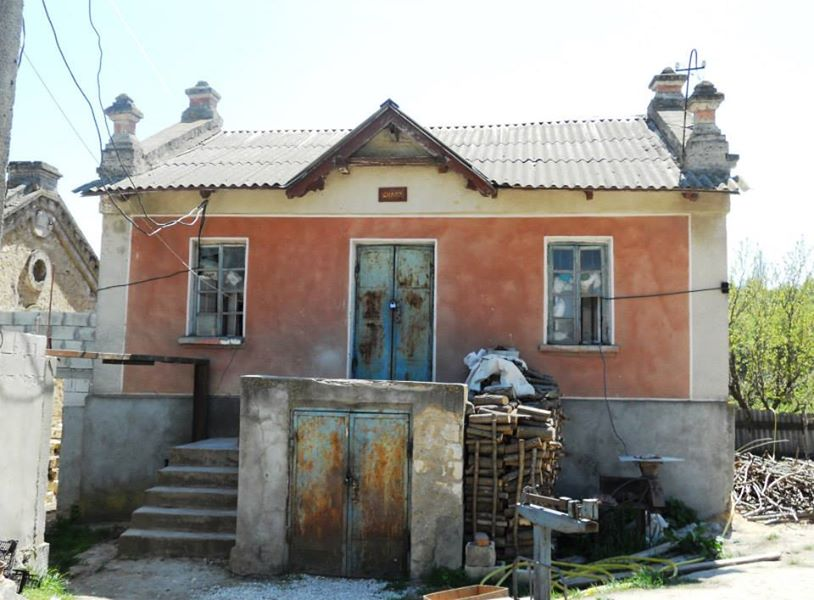
Vechea moară din sat (1905).

Din vechime locuitorii satului au practicat olăritul, fiind vestiți pentru obiectele de ceramică confecționate. În anul 1880 la școala din Cinișeuți (care activa din 1861) a fost deschisă o clasă specială unde elevii erau deprinși cu meșteșugul olăritului. În anul 1894 numai în județul Orhei erau 9 centre de produs ceramică în satele Cinișeuți, Iurceni, Văscăuți, Mândra, Frumoasa, Hoginești, Păulești ș.a. Numai în Cinișeuți cu olăritul se ocupau 184 familii, circa 600 oameni. În tot județul Orhei vasele de ceramică se ardeau în 237 cuptoare de ars ceramică. Meșteșugarii olari realizau mărfurile pe tot teritoriul țării, deseori schimbând vasele pe produse agricole.
În 1905 la Cinișeuți a fost deschisă fabrica de cărămidă, fiind folosită experiența și priceperea meșterilor din localitate. Totodată practicarea olăritului necesita un efort considerabil, căci lutul era adus la Cinișeuți cu carele din satul Gordinești, impozitul pentru cuptoarele de ars ceramica era mare. În repetate rânduri meșteșugarii s-au adresat administrației ruse cu rugămintea de a micșora impozitul pe cuptoarele de ars de la 4 ruble la 1 rublă, însă au fost ignorați.
Cu timpul satul crește, înregistrând către 1897 o populație de 3 127 de locuitori. La începutul secolului XX satul Cinișeuți număra 480 de gospodării, o biserică din piatră, spital, școală primară, moară, aici are loc săptămânal un mare iarmaroc de vite.
Către anul 1930 la Cinișeuți funcționau 5 mori de vânt și o moară cu aburi, cooperative de consum și agricole, o bancă populară, 4 școli primare, poșta cu 18 cai, spitalul rural, telegraful, 9 cârciumi, zeci de prăvălii și ateliere ale meseriașilor.
În perioada sovietică satul Cinișeuți a fost sediul gospodăriei colective „Sverdlov” specializată în creșterea animalelor, cultivarea culturilor tehnice, cerealelor, pomicultură și legumicultură. Aici era amplasat punctul de vinificație, puncte de colectare a fructelor și tutunului.
La Cinișeuți se află un centru artizanal de ceramică.

## Demografie
Conform datelor recensământului din anul 2004, populația satului constituie 2734 de oameni, dintre care 48,21% - bărbați și 51,79% - femei. Structura etnică a populației în cadrul satului este următoarea: 73,30% - moldoveni, 24,18% - ucraineni, 1,83% - ruși, 0,07% - găgăuzi, 0,11% - bulgari, 0,04% - evrei, 0,04% - polonezi, 0,29% - țigani, 0,15% - alte etnii.
În satul Cinișeuți au fost înregistrate 1033 de gospodării casnice la recensământul din anul 2004, iar mărimea medie a unei gospodării era de 2,7 persoane. Satul Cinișeuți este cel mai mare ca număr al populației din raionul Rezina.

## Administrație și politică
Componența Consiliului local Cinișeuți (11 consilieri), ales la 5 noiembrie 2023, este următoarea:
|  | Partid                                        | Consilieri | Componență | Componență | Componență | Componență | Componență |
|  | --------------------------------------------- | ---------- | ---------- | ---------- | ---------- | ---------- | ---------- |
|  | Candidat independent VICTOR COROVAI           | 1          |            |            |            |            |            |
|  | Partidul Socialiștilor din Republica Moldova  | 5          |            |            |            |            |            |
|  | Platforma Demnitate și Adevăr                 | 2          |            |            |            |            |            |
|  | Candidat independent ANGELA CUȘNIR            | 1          |            |            |            |            |            |
|  | Partidul Acțiune și Solidaritate              | 1          |            |            |            |            |            |
|  | Partidul Dezvoltării și Consolidării Moldovei | 1          |            |            |            |            |            |

## Galerie de imagini

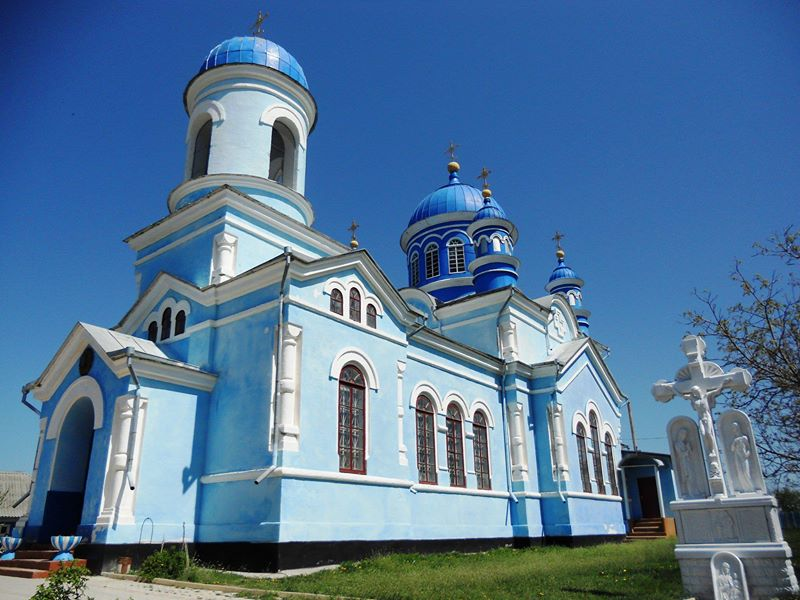
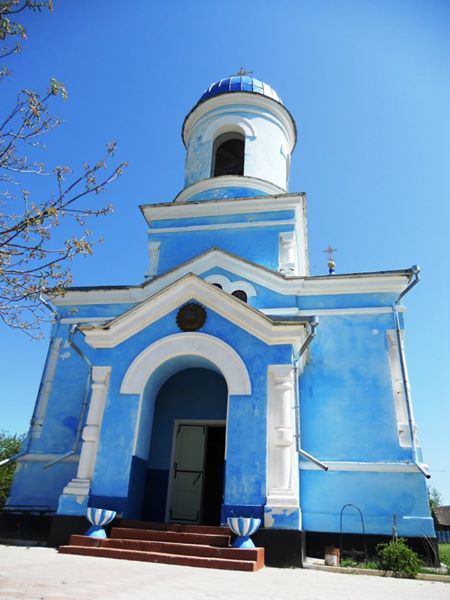
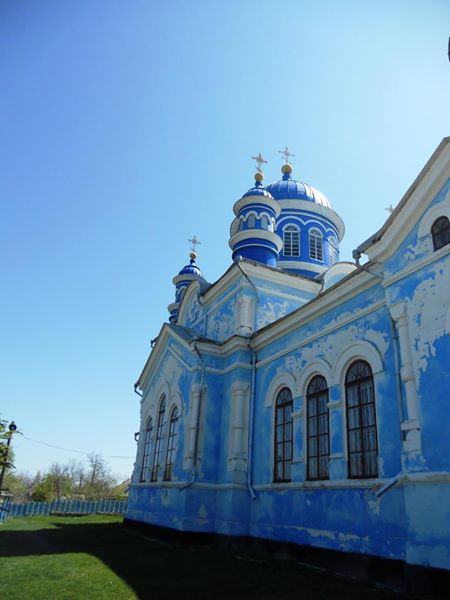
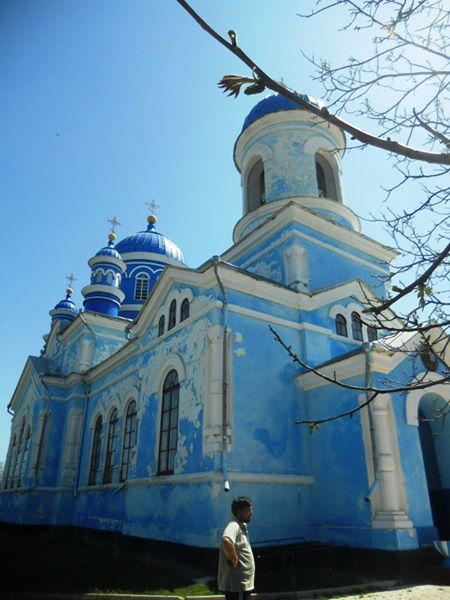
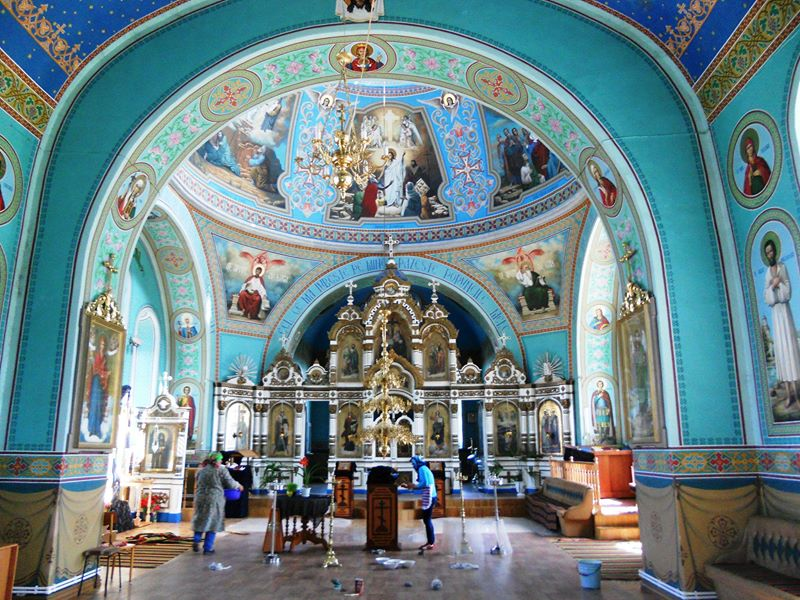

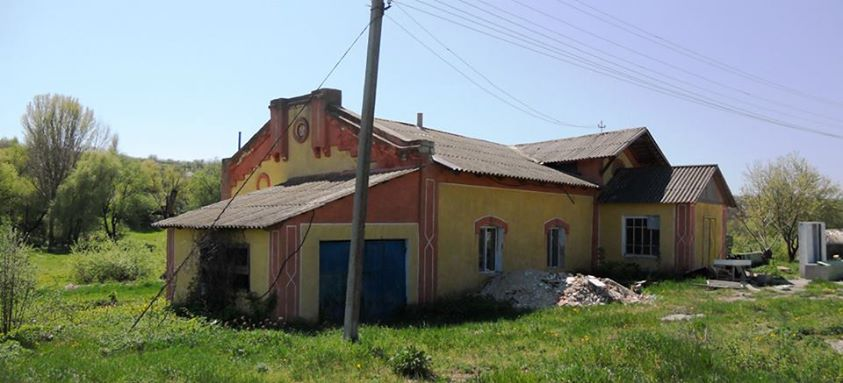
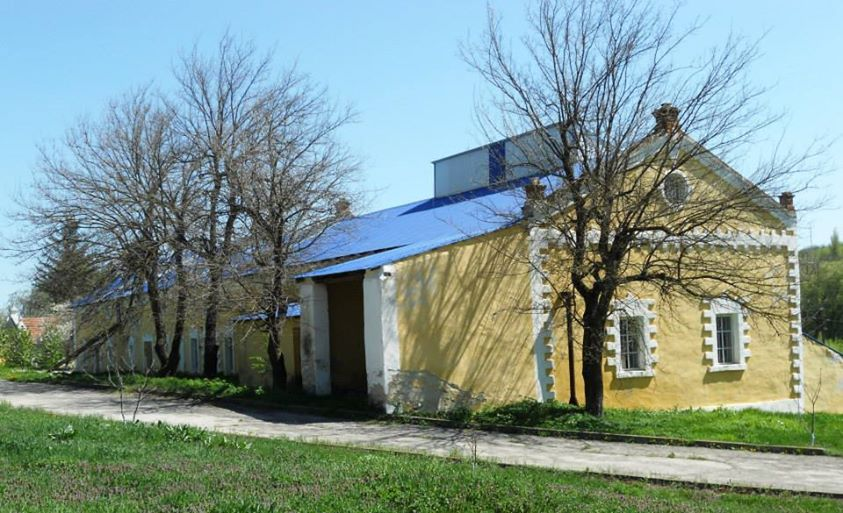
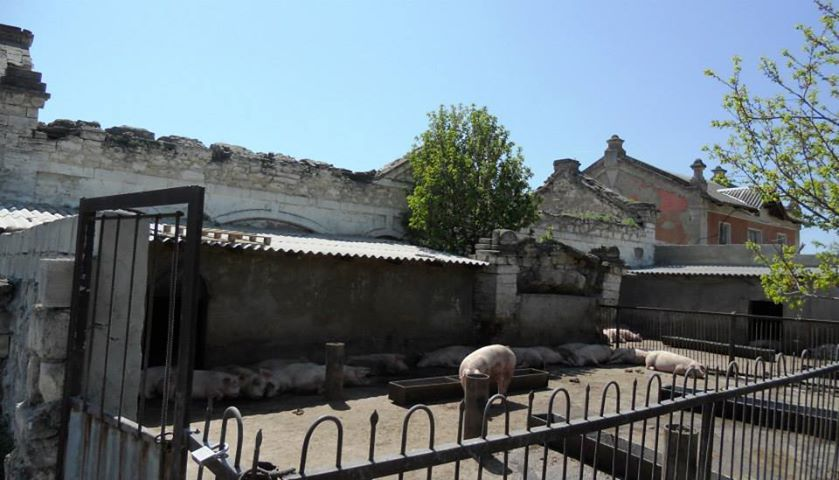
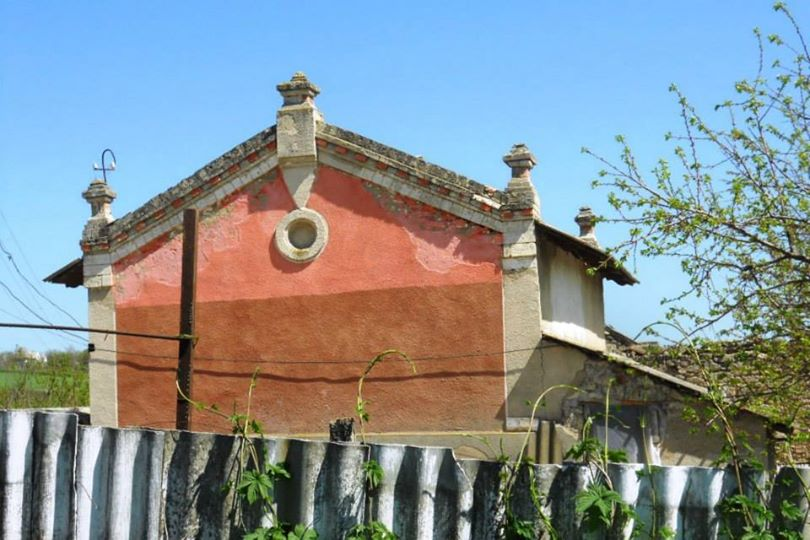
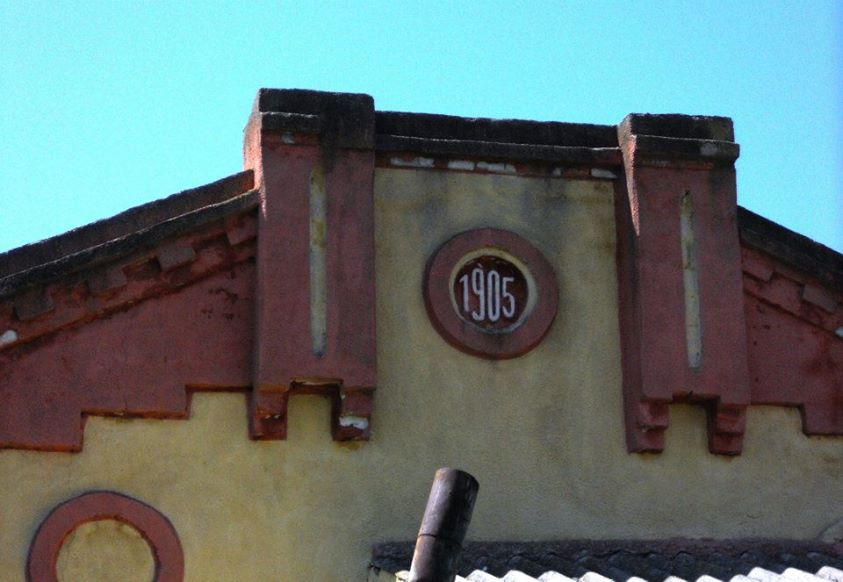

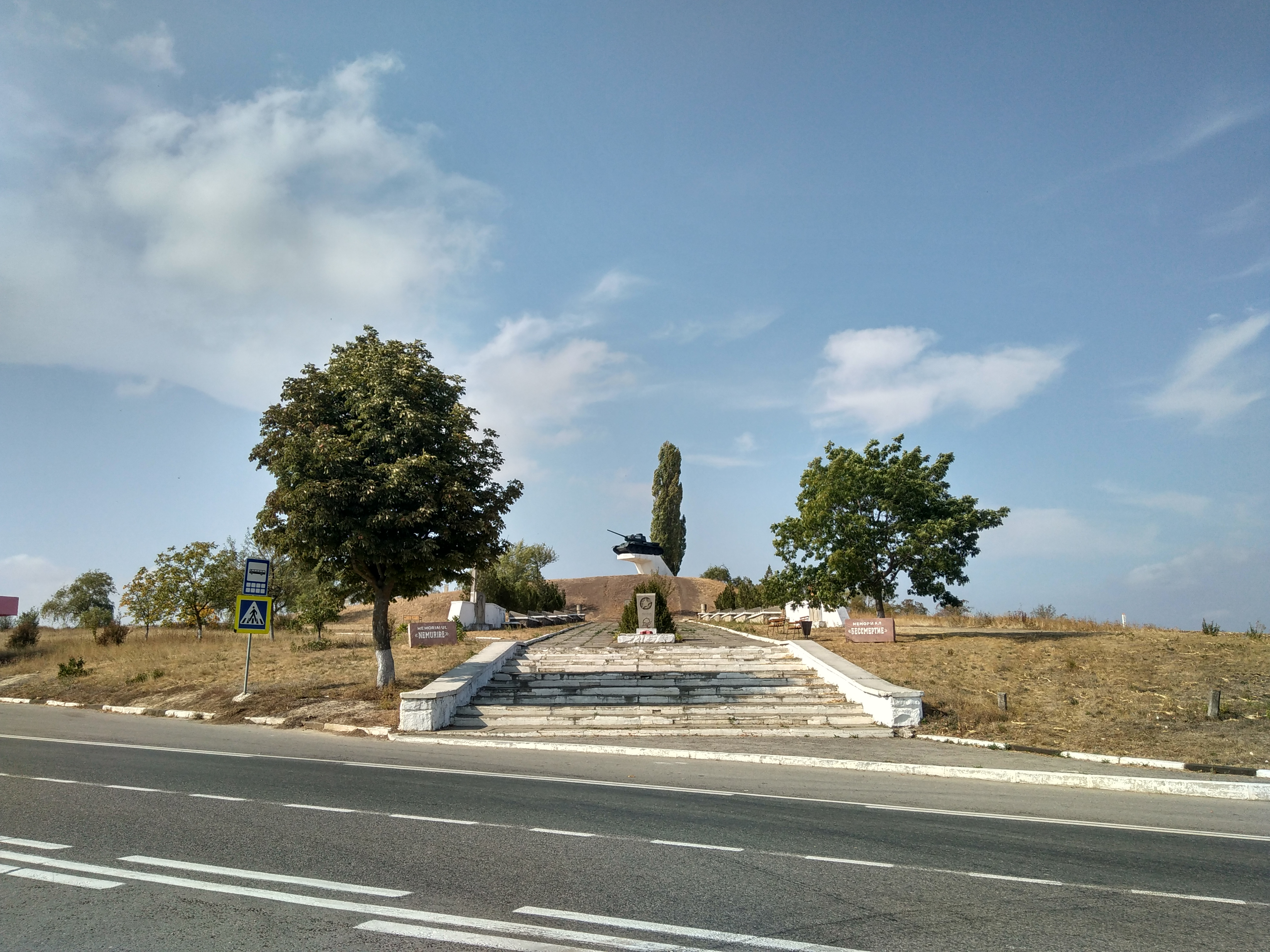
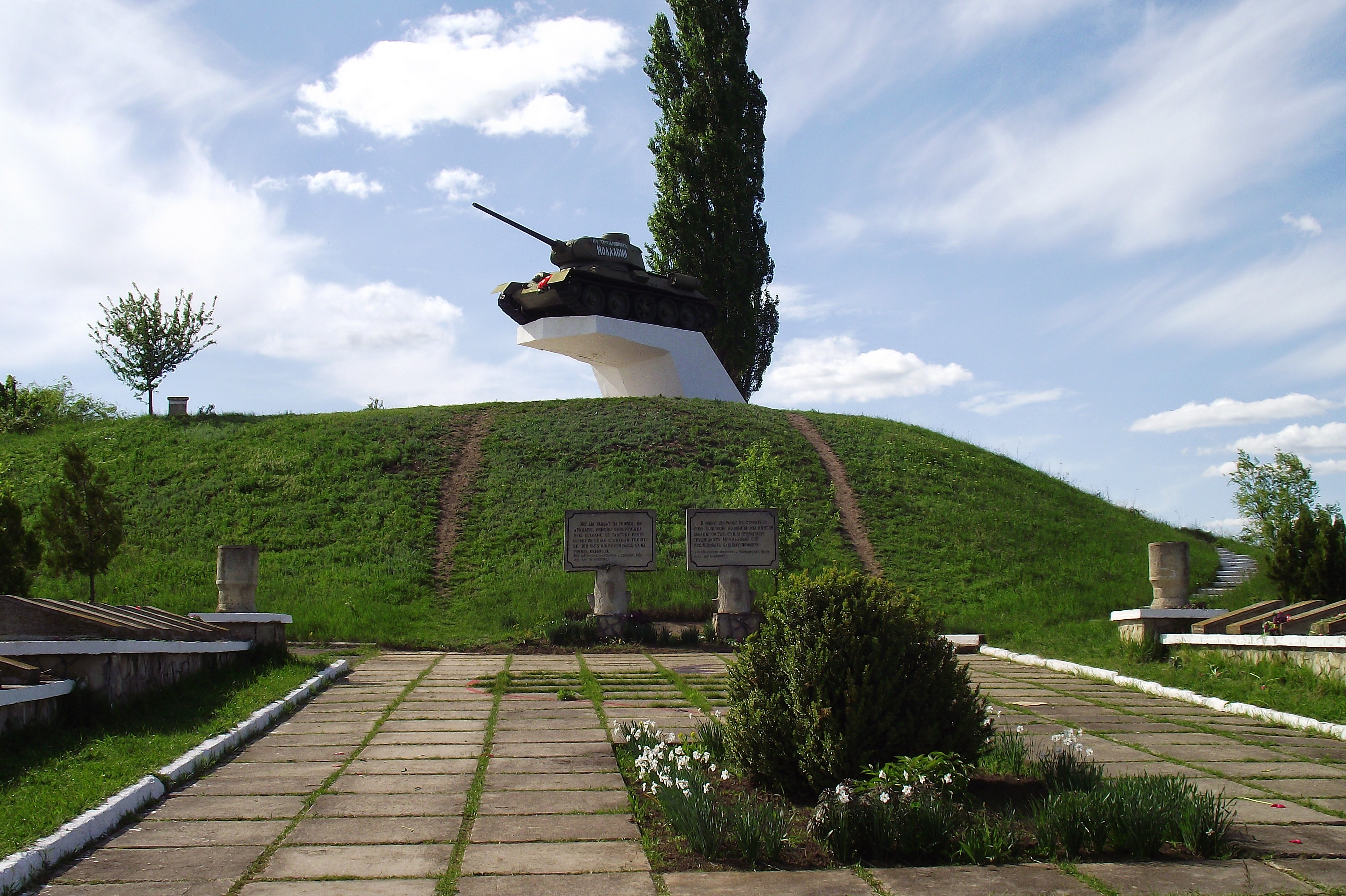
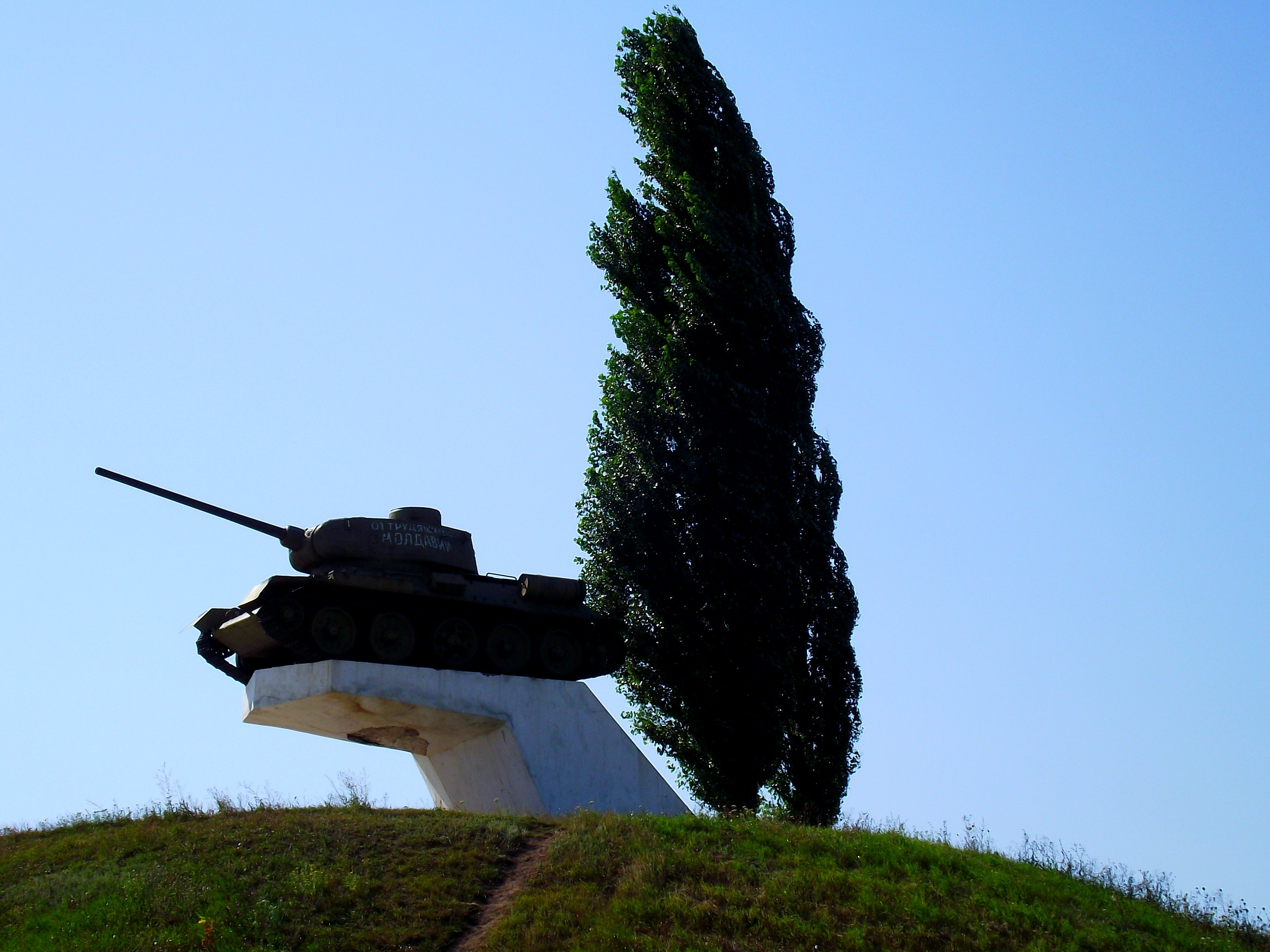
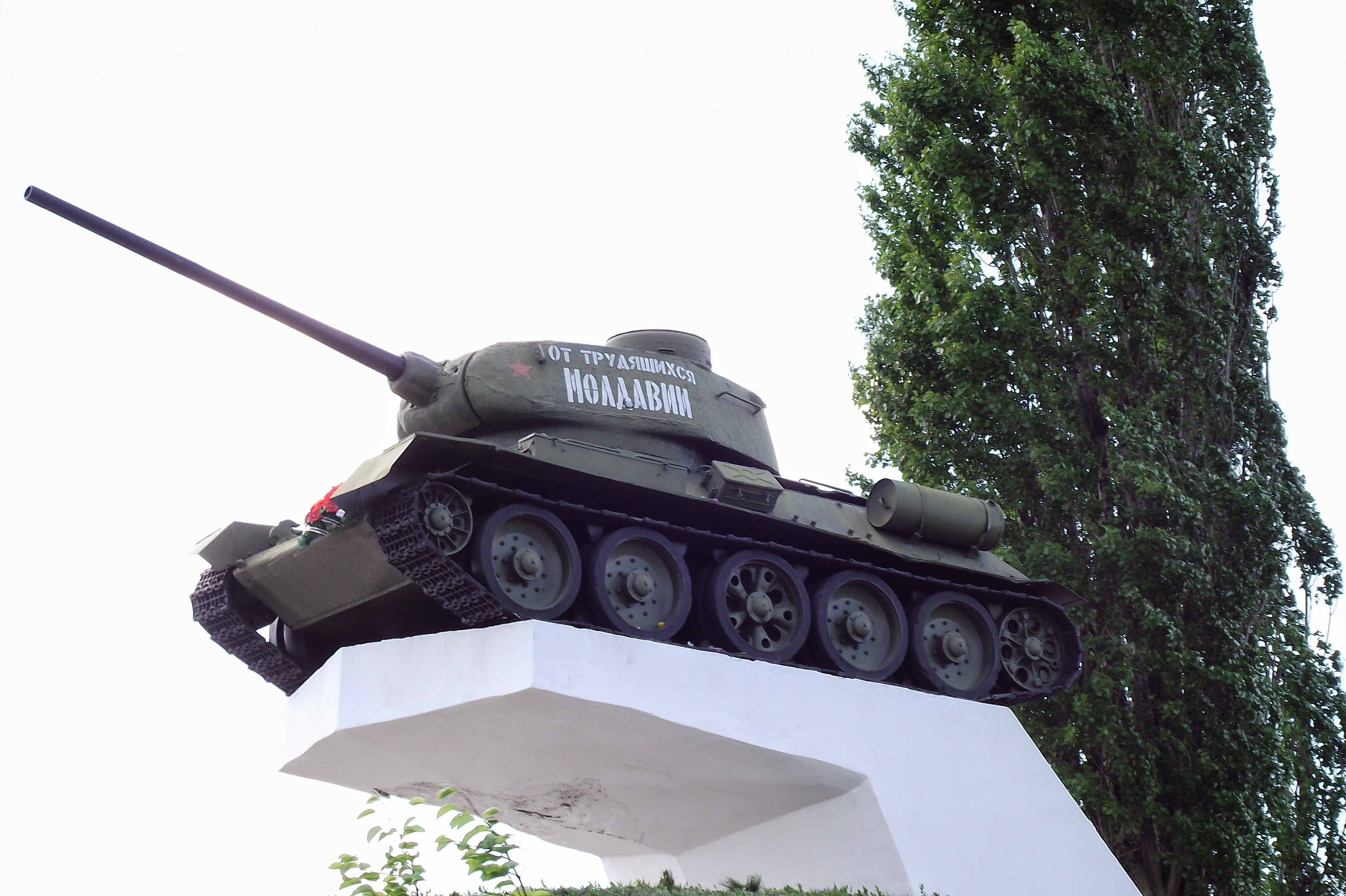
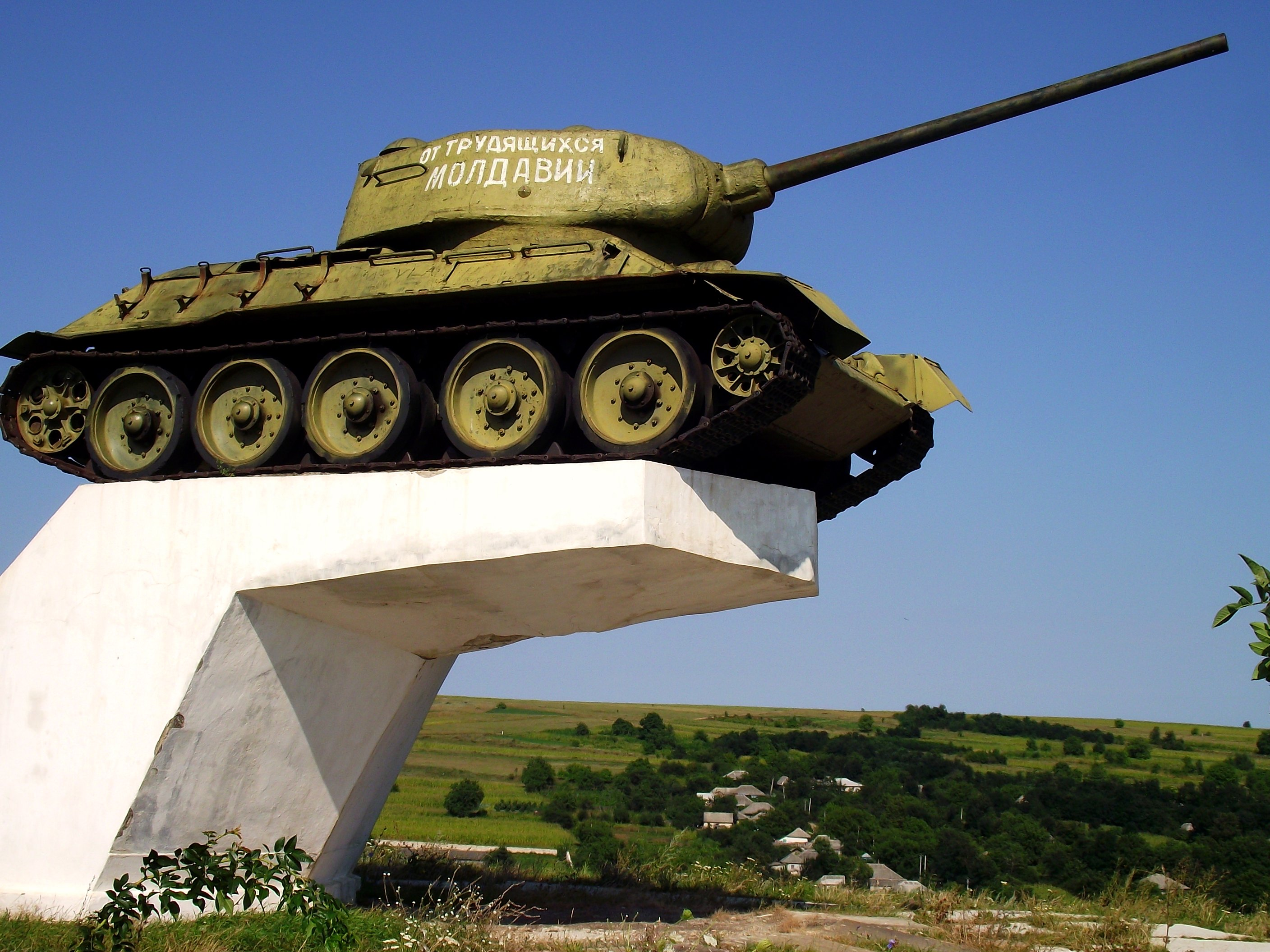

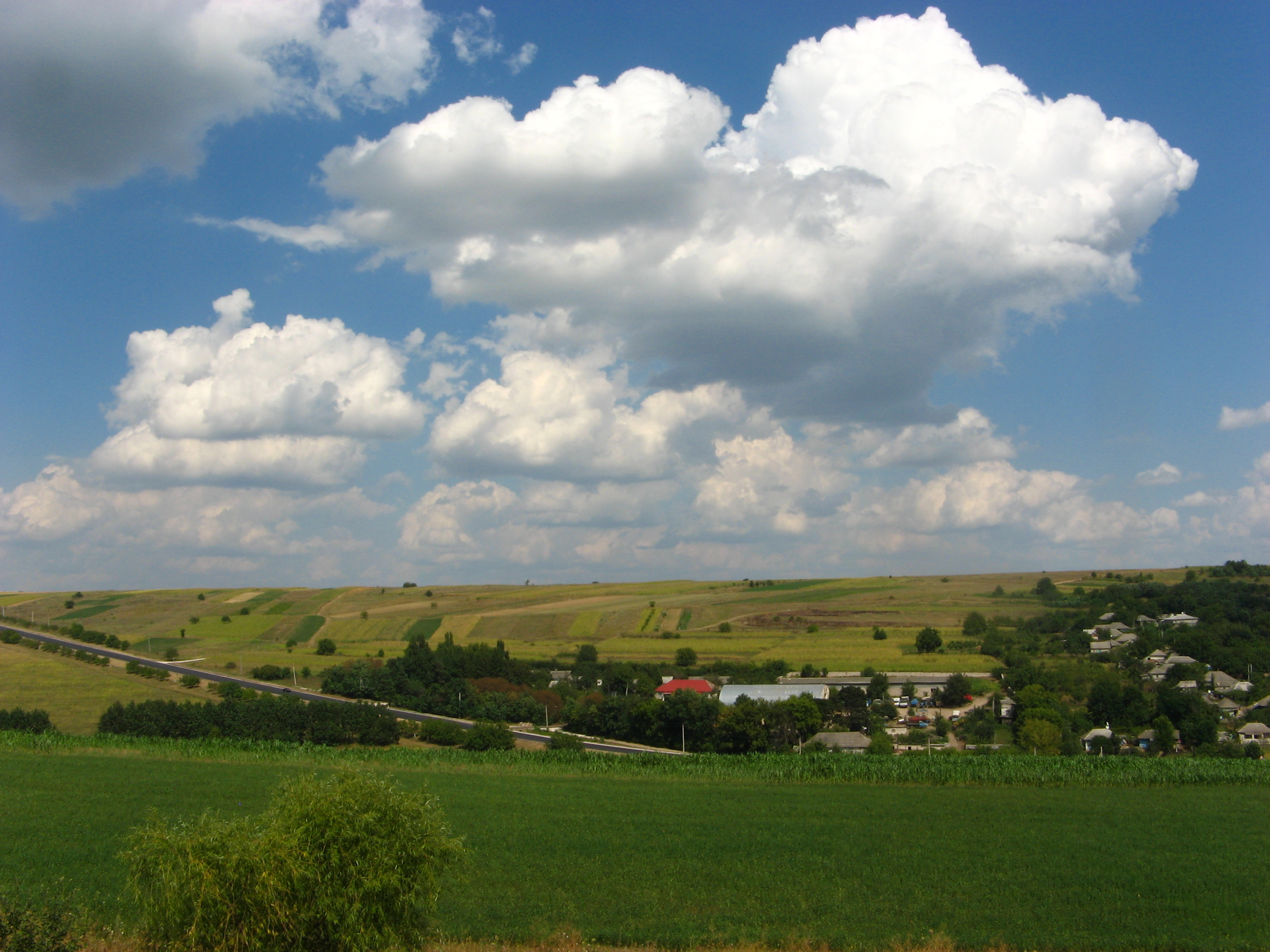
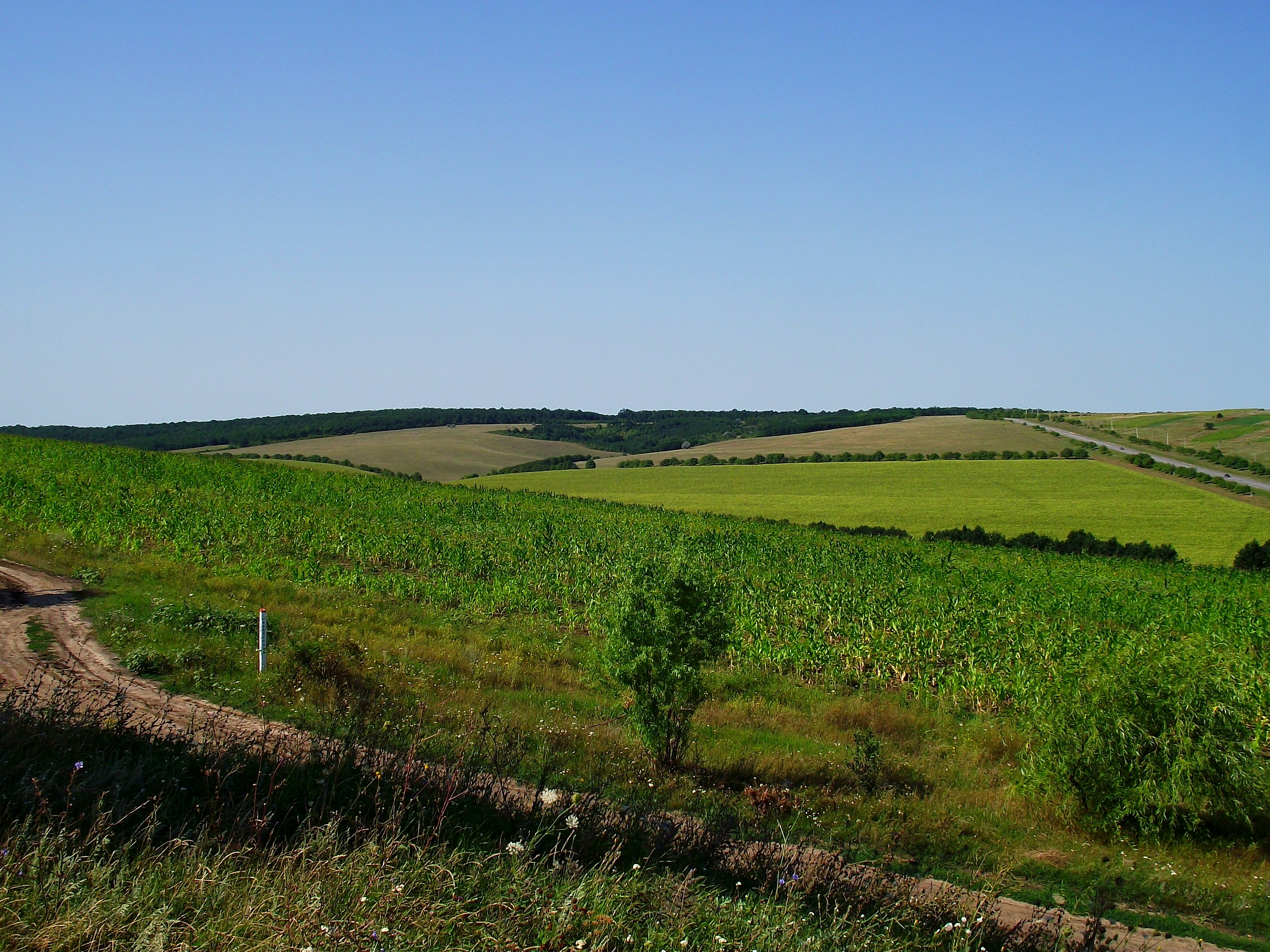
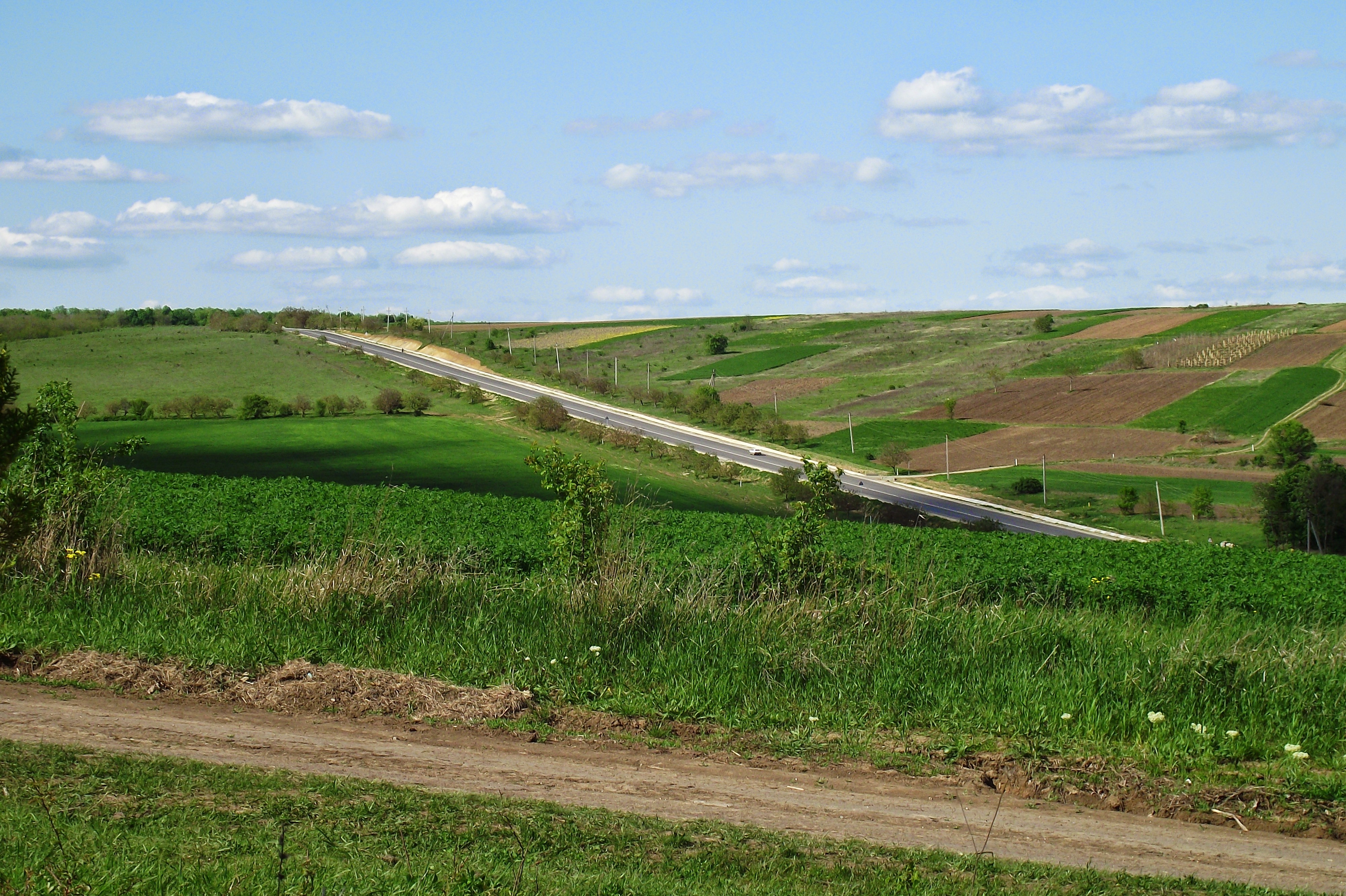
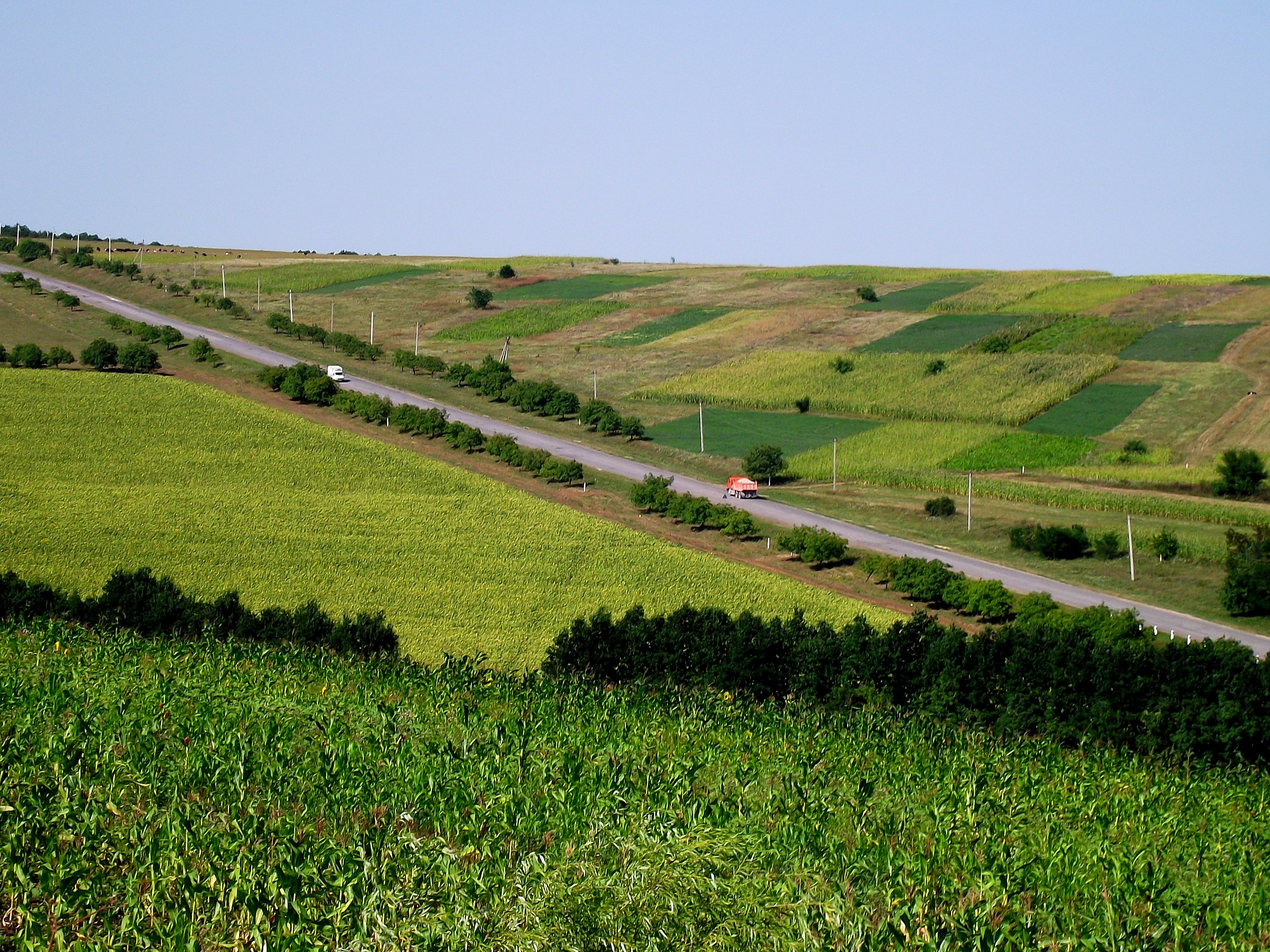
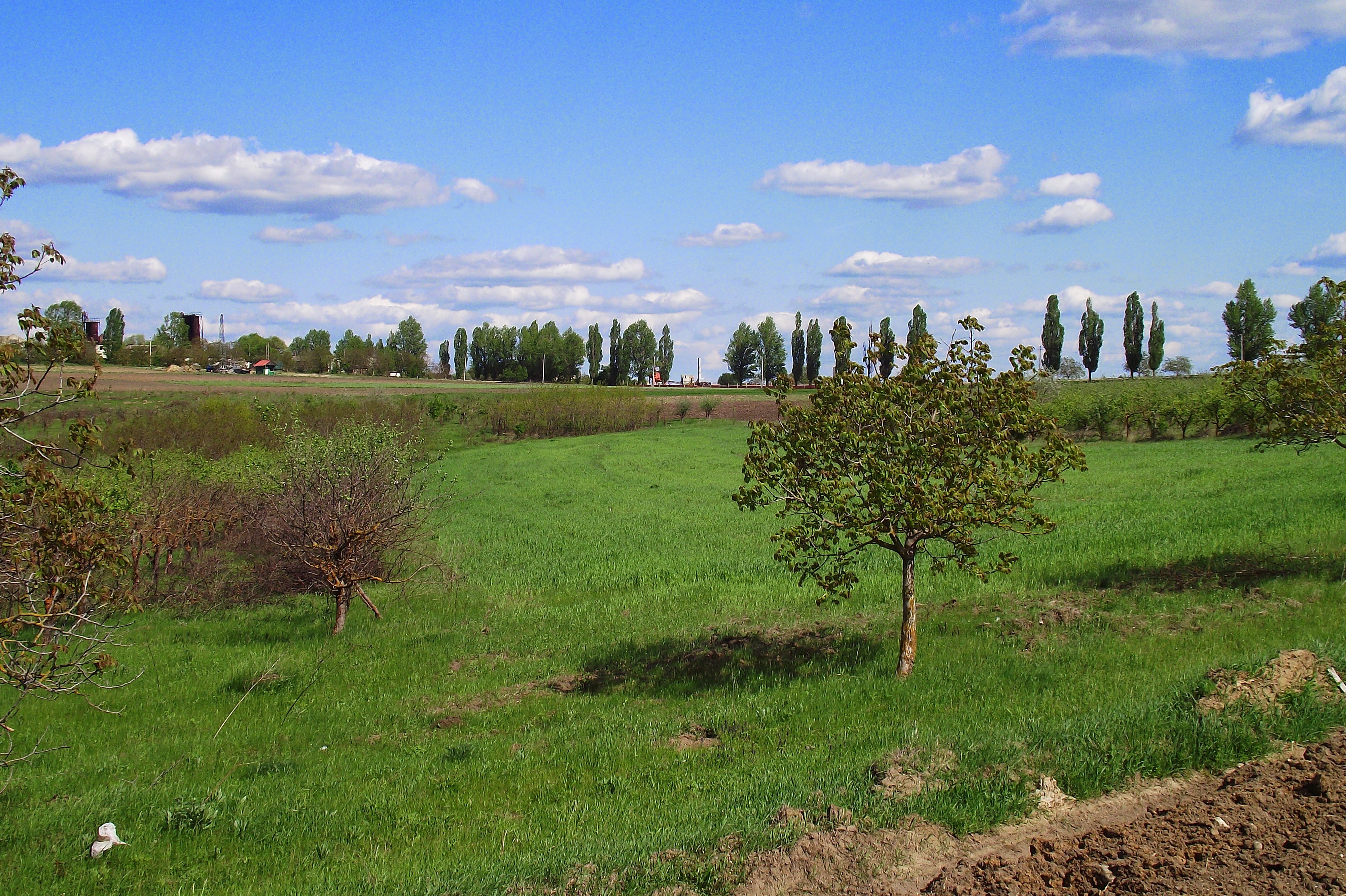

Biserica „Acoperământul Maicii Domnului” din localitate, monument ocrotit de stat.
Moara din Cinișeuți, monument ocrotit de stat.
Memorialul militar „Nemurirea” (în prim-plan tancul T-34)
Panorame adiacente